# Ashburn (Geórgia)
Ashburn é uma cidade localizada no estado americano de Geórgia, no Condado de Turner.

## Demografia
Segundo o censo americano de 2000, a sua população era de 4419 habitantes.
Em 2006, foi estimada uma população de 4278, um decréscimo de 141 (-3.2%).

## Geografia
De acordo com o United States Census Bureau tem uma área de 
11,8 km², dos quais 11,7 km² cobertos por terra e 0,1 km² cobertos por água. Ashburn localiza-se a aproximadamente 130 m acima do nível do mar.

## Localidades na vizinhança
O diagrama seguinte representa as localidades num raio de 28 km ao redor de Ashburn. 